# Rループ
Rループ（英: R-loop）は、DNA:RNAハイブリッドとそれに結合した非鋳型一本鎖DNAという3本の核酸鎖から構成される構造である。Rループはさまざまな状況で形成される可能性があり、その存在が許容される場合も細胞の構成要素によって除去される場合もある。「Rループ」という名称はDループとの構造的な類似性から命名されたものであり、「R」はRNAが関係する構造であることを表している。
実験室的には、DNA:RNAハイブリッドの形成が好まれる条件下で成熟mRNAと二本鎖DNAのハイブリダイゼーションを行うことでRループは形成される。こうしたケースでは、DNAのイントロン領域（スプライシングによってmRNAから除去される領域）はmRNAの相補的配列とハイブリダイゼーションを行うことができないため、一本鎖のループを形成する。

## 歴史

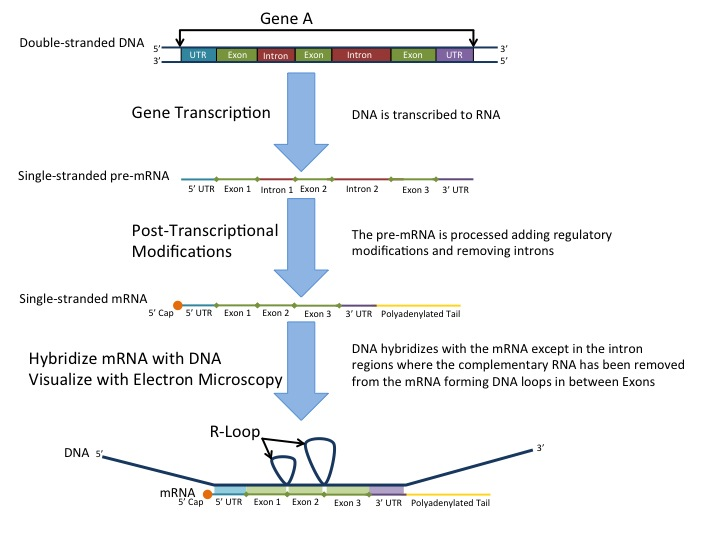
スプライシングによってイントロンが除去されたmRNAとDNAとの間でのRループの形成。

Rループの形成は1976年に最初に記載された。タンパク質をコードするアデノウイルスの遺伝子のDNAには成熟したmRNAには存在しない配列が含まれていることが、リチャード・ロバーツとフィリップ・シャープの研究室によってそれぞれ独立に示された。ロバーツとシャープはこのイントロンの発見によって、1993年にノーベル生理学・医学賞を受賞した。彼らによるアデノウイルスでの発見の後、イントロンはオボアルブミン（O'Malleyの研究室によって最初に発見され、その後他のグループによっても確認された）など真核生物の多数の遺伝子やテトラヒメナTetrahymena thermophilaの染色体外DNAのrRNA遺伝子にも発見された。
1980年代半ばにはRループ構造に特異的に結合する抗体が開発され、免疫蛍光染色研究や、DRIP-seqによるRループ形成のゲノムワイドな特徴づけが可能となった。

## Rループのマッピング
Rループマッピングは、二本鎖DNA中のエクソンとイントロンを区別するために用いられる実験技術である。こうしたRループは電子顕微鏡によって可視化され、DNAのイントロン領域は非結合状態のループを形成することで明らかにされる。

## 生体内でのRループ
1980年、RループがDNA複製のプライマーとして働いている可能性が示された。1994年、トポイソメラーゼに変異を有する大腸菌変異体から単離されたプラスミドの分析により、Rループがin vivoでも存在することが示された。この内在性Rループの発見と遺伝子シーケンシング技術の急速な進展とによって、2000年代初頭から今日まで続くRループ研究が開花することとなった。

### Rループの形成と解消の調節
リボヌクレアーゼHはRループの解消を担う主要なタンパク質であり、RNA部分を分解することで2つの相補的なDNA鎖のアニーリングを可能にする。過去10年以上にわたる研究によって、Rループの蓄積に影響を与えるようであるタンパク質は50以上同定されている。それらの多くは新たに転写されたRNAの隔離またはプロセシングに寄与し、RNAが鋳型鎖へ再アニーリングすることを防いでいると考えられているが、こうしたタンパク質の多くではRループとの相互作用機構は解明されていない。

### 遺伝的調節におけるRループの役割
Rループの形成は免疫グロブリンクラススイッチにおける重要な段階であり、この過程は活性化されたB細胞の抗体産生の調節を可能にする。また、Rループは一部の活発なプロモーターをメチル化から保護する役割があるようである。Rループの存在によって転写が阻害されることもある。さらにRループの形成は、活発に転写される領域の特徴であるオープンクロマチンと関係しているようである。

### 遺伝的損傷としてのRループ
予定外のRループが形成された際には、多くの異なる機構によって損傷が引き起こされうる。露出した一本鎖DNAは活性化誘導シチジンデアミナーゼなどのDNA修飾酵素を含む内在性の変異原による攻撃を受け、複製フォークの崩壊とその後の二本鎖切断の誘導によって複製が阻害される可能性がある。また、Rループはプライマーとして作用することで予定外の複製が誘導される可能性もある。
Rループの蓄積は、筋萎縮性側索硬化症4型（ALS4）、眼球運動失行を伴う失調症2型（AOA2）、エカルディ・グティエール症候群、アンジェルマン症候群、プラダー・ウィリ症候群、がんなど多数の疾患と関係している。

## Rループ、イントロンとDNA損傷
イントロンは遺伝子のコーディング領域とともに転写される遺伝子内のノンコーディング領域であり、その後スプライシングによって一次転写産物から除去される。活発に転写されている領域のDNAは、しばしばDNAの損傷を受けやすいRループを形成する。酵母の高度に発現している遺伝子では、イントロンはRループの形成とDNA損傷を減少させる。ゲノムワイド解析からは、酵母とヒトの双方においてイントロンを含む遺伝子は同様に発現するイントロンを持たない遺伝子と比較してRループのレベルの低下とDNA損傷の減少がみられる。Rループを形成しやすい遺伝子内にイントロンを挿入することで、Rループの形成と組換えを抑制することも可能である。こうしたイントロンの遺伝的安定性の維持機能は、特定の部位、特に高度に発現している遺伝子でイントロンが進化的に維持されていることの説明となると考えられている。